# ولایت آوا

نقشه ژاپن در سال (۱۸۶۸) ولایت آوا به رنگ تیره مشخص شده‌است.

ولایت آوا (به ژاپنی: 阿波国 Awa-no kuni) ولایتی قدیمی در ژاپن بود که امروز بخشی از استان توکوشیما در شیکوکو است. ولایت آوای سابق با ولایت توسا، ولایت سانوکی و ولایت ایو هم‌مرز بود.